# Região Metropolitana de Boa Vista
A Região Metropolitana de Boa Vista é uma região metropolitana localizada no estado de Roraima, extremo Norte do Brasil. Instituída pela Lei Complementar Estadual nº 130, de 21 de dezembro de 2007, compreende os municípios de Alto Alegre, Boa Vista, Bonfim, Cantá e Mucajaí.
Sua população era de 502.580 habitantes, segundo estimativas de 2021 do Instituto Brasileiro de Geografia e Estatística (IBGE).

## Histórico
Fruto da LCE 130/2007, a região metropolitana não recebe literalmente uma denominação oficial. O texto da lei complementar apenas se refere à instituição de uma "região metropolitana da capital"; por óbvio, também não há estabelecida legalmente qualquer sigla que represente a região.
O artigo 2° da lei complementar traz uma lista exaustiva dos objetivos da conurbação por ela instituída: 
"Art 2° As Regiões Metropolitanas ora criadas têm os seguintes objetivos:
I - proporcionar aos moradores serviços comuns com os mesmos custos operacionais;
II - ofertar serviços em igualdade de condições;
III - destinar locais comuns para oferta dos serviços equivalentes; e
IV - racionalizar investimentos comuns para oferta dos serviços sem duplicação de investimentos ou locais de oferta."
Há referência expressa à localidade de Santa Cecília, grande loteamento situado imediatamente após a Ponte dos Macuxis, já no Município do Cantá. A lei determina, em seu artigo 6°, a busca de integração de atividades comuns, incluindo os investimentos necessários à prestação de serviços, como oferta de água, esgoto, segurança pública e aterro sanitário.

## Municípios
| Foto  | Município   | Área territorial (km²) | População (2018) | PIB (2015) (em mil de reais) |
| ----- | ----------- | ---------------------- | ---------------- | ---------------------------- |
|       | Alto Alegre | 25753,487              | 15.638           | 223.631                      |
|       | Boa Vista   | 5687,037               | 375.374          | 7.559.300                    |
|       | Bonfim      | 8095,421               | 12.257           | 335.134                      |
|       | Cantá       | 7664,831               | 17.868           | 207.969                      |
|       | Mucajaí     | 12351,341              | 17.528           | 247.451                      |
| Total | Total       | 59.552,117             | 438.665          | 8.573.487                    |